# 加藤祐治
加藤 祐治（かとう ゆうじ　1927年12月3日 - 2016年11月21日）は、日本の技術者・模型製作者。東京都世田谷区出身。株式会社関水金属の創業者・代表取締役会長。日本国内外にNゲージ鉄道模型を普及させた功労者。

## 来歴
物心ついた時からの鉄道好きで、戦後に父が経営していた加藤金属工芸社のドロップフォージング技術を生かし、当時珍しかったピボット軸受けの16番鉄道模型用の台車を発売加藤祐治は1949年に交通博物館で開催された鉄道模型コンクールにおいてHOゲージの車両が入賞したことがきっかけとなり実家の加藤金属（世田谷）から独立し1957年8月、東京都文京区関口水道町に鉄道模型用金属部品工場を興し、この地にちなんで関水金属彫工舎と名づけた。当初はドロップフォージングにてHOゲージの台車枠などの部品を他社向け（アトラス工業、天賞堂、カワイモデル、カツミ模型店、つぼみ堂模型店、アカネ、トビー）にOEM生産していた。
加藤は1960年代初頭、普及型鉄道模型の量産を計画し、小型鉄道模型の構想・開発に着手した。当初TTゲージ（1/110・12㎜ゲージで制作）のC50を試作したが鉄道模型趣味誌 (TMS) 主筆であった山崎喜陽のアドバイスで、1964年にはNゲージ完成品分野への進出を正式に発表し、翌1965年に射出成型によるプラスチック製の国産初の本格的Nゲージ製品として 国鉄C50形蒸気機関車とオハ31形客車が発売された。当時は、小型模型に適したモーターやネジ等の部品がなく、工作機械も未整備だった黎明期に独自の設備と技術の自助努力によって模型を作り上げた。
社長在任中はレールの1本から国内生産にこだわり、外国型の模型も国内の自社工場で生産・輸出することで、日本の鉄道模型のクオリティを向上させてきた。
1997年、埼玉県鶴ヶ島市に埼玉工場が竣工した際には、加藤自ら愛用のライカカメラを操り、工場の全景写真を撮影している。この写真はKATOの鉄道模型カタログにも長く使われた。
2004年に経営から退く。
2016年、KATOのNゲージ50周年記念製品として発売した国鉄C50形蒸気機関車の付録として、ネコ・パブリッシングが記念誌の編集統括を行っていたが、その記念誌の校了を見届けた翌日に永眠したという。
2016年12月18日にホビーセンターカトー東京店にて行われた「ベストオブレイルコンテスト2016」では、冒頭で加藤祐治への黙祷が行われた。

## 文献
- 株式会社関水金属『KATO Nゲージ生誕50周年 記念誌』ネコ・パブリッシング、2016年12月。ISBN 978-4-7770-5404-6。
- “Ｎゲージ生誕40周年特別企画講演会を開催。”. 編集長敬白 (2005年7月27日). 2015年5月11日時点のオリジナルよりアーカイブ。2024年3月25日閲覧。
- “Ｎゲージ生誕50周年 特別展示。”. 編集長敬白 (2015年7月24日). 2015年7月29日時点のオリジナルよりアーカイブ。2024年3月25日閲覧。
- “鉄道模型の熱い夏‐鉄道模型コンテスト2015開幕。”. 編集長敬白 (2015年8月8日). 2015年8月15日時点のオリジナルよりアーカイブ。2024年3月25日閲覧。
- “鉄道模型コンテスト2015、開催中！”. RMMスタッフ徒然ブログ (2015年8月8日). 2015年9月14日時点のオリジナルよりアーカイブ。2024年3月25日閲覧。